# Легошин, Сергей Анатольевич
Серге́й Анато́льевич Лего́шин (28 июля 1984, Шумерля, Чувашская АССР) — российский дартсмен. Многократный чемпион России по дартсу среди инвалидов (ПОДА). Призёр чемпионатов России по дартсу. Мастер спорта России в категории «спорт лиц с поражением опорно-двигательного аппарата» (2023).

## Биография
С 9 лет занимался в отделении адаптивной физкультуры Центра детского творчества Шумерли. Увлекался настольным теннисом, занимался легкой атлетикой, был призёром республиканских соревнований. В 1999 году окончил девять классов школы №1 Шумерли. Также получил дополнительное образование в художественной школе.
В 2000 году начал играть в дартс и за короткое время проявил себя. Выиграв медали нескольких турниров среди инвалидов, Легошин переехал в Москву и прекратил занятия. До 2008 года он работал в разных сферах, в том числе был художником на автозаводе и строителем.
В 2008 году Легошин вернулся в Шумерлю и возобновил дартс-карьеру. Ему удалось быстро восстановить кондиции — в том же году он выиграл пять медалей на чемпионате России среди инвалидов. Затем он уехал на вахту в Сыктывкар, но из спорта уже не ушёл.
Первый серьёзный успех в дартсе среди здоровых пришёл к Легошину в 2012 году, когда он вместе с Евгением Жуковым стал бронзовым призёром чемпионата России в парах. Спустя год он выиграл чемпионат Приволжского федерального округа, а затем стал бронзовым призёром командного чемпионата России. В 2020 году дартсмен сенсационно занял третье место в личном чемпионате России, проиграв в полуфинале Роману Обухову (0:5), и тогда же стал вице-чемпионом страны в командном разряде.

## Стиль игры
Начинал играть классическим способом, целясь через дротик, однако позже стал практиковать игру на мышечной памяти.
Будучи малоопытным игроком, сильно нервничал у мишени, что мешало ему побеждать. В одном из репортажей про дартс он подсмотрел, как дартсмен из Белоруссии справляется с волнением, читая книги. Легошин стал практиковать этот способ, и он помог ему привести в порядок нервы. Успокаиваясь перед турнирами, дартсмен полюбил литературу и стал читать намного чаще, предпочитая книги из школьной программы, классику и исторические произведения.

## Личная жизнь
Женат с 2007 года. Супруга — Мария.

## Достижения

### Личные
- Бронзовый призёр чемпионата России (2020)
- Многократный чемпион России среди лиц с ПОДА[6]

### Парные
- Бронзовый призёр чемпионата России (2012)

### Командные
- Вице-чемпион России (2020)
- Бронзовый призёр чемпионата России (2013)